# مسيسنة
مسيسنة أو سيدي سعيد بلدية بولاية بجاية بالجزائر